# 47e cérémonie des Annie Awards
La 47e cérémonie des Annie Awards (47th Annie Awards), organisée par l'Association internationale du film d'animation, s'est déroulée le 25 janvier 2020 au Royce Hall (en) de l'Université de Californie à Los Angeles pour récompenser les films d'animation sortis en 2019. 

## Nominations
Le 2 décembre 2019, les nominations pour les prix Annie ont été annoncées. La Reine des neiges 2 et Monsieur Link a obtenu le plus grand nombre de nominations avec 8, suivi de Klaus avec 7.

## Palmarès
Toutes les informations proviennent du site officiel des Annie Awards.

### Meilleur film d'animation
- Klaus - Netflix, Spa Studio et Atresmedia Cine
  - Dragons 3 : Le Monde caché (How to train your dragon : The hidden world) - DreamWorks Animation
  - La Reine des neiges 2 (Frozen II) - Walt Disney Animation Studios
  - Monsieur Link (Missing link) - Laika
  - Toy Story 4 - Pixar Animation Studio

### Meilleur film d'animation indépendant
- J'ai perdu mon corps - Xilam (pour Netflix)
  - Buñuel après l'âge d'or (Buñuel en el laberinto de las tortugas) - Sygnatia, Glow, Submarine et Hampa Animation Studio
  - Okko et les fantômes (若おかみは小学生) - MadHouse
  - Promare (プロメア) - TRIGGER et XFLAG
  - Les Enfants du Temps (天気の子) - Toho Co., STORY Inc. et Comix Wave Films

### Meilleur programme spécial d'animation
- Dragons : Retrouvailles (How to Train Your Dragon Homecoming) - Tim Johnson
  - Guava Island - Hiro Murai
  - Infinity Train pour l'épisode The Perennial Child -  Owen Dennis
  - Bob l'éponge : le grand anniversaire (SpongeBob SquarePants "SpongeBob’s Big Birthday Blowout”) - Michelle Bryan, Alan Smart et Tom Yasumi
  - Zog - Daniel Snaddon et Max Lang

### Meilleur court métrage d'animation
- Oncle Thomas : La Comptabilité des jours (Uncle Thomas: Accounting for the Days) - Regina Pessoa
  - Acid Rain - Tomek Popakul
  - DONT KNOW WHAT - Thomas Renolder
  - Je sors acheter des cigarettes - Osman Cerfon
  - Purpleboy - Alexandre Siqueira

### Meilleur expérience VR
- Bonfire - Baobab Studios
  - GLOOMY EYES - Atlas V
  - Kaiju Confidential - ShadowMachine

### Meilleure publicité animée à la télévision
- The Mystical Journey of Jimmy Page’s ‘59 Telecaster - Adam Foulkes et Alan Smith
  - Dove Self-Esteem Project x Steven Universe : "Social Media" - Cartoon Network, Dove et Chromosphère
  - Spot de lancement de la saison 7 de Fortnite - Epic Games, Screen Novelties et iam8bit

### Meilleure production animée pour le public pré-scolaire
- La boîte à réponses des StoryBots (Ask the storybots) - JibJab Bros. Studio (pour Netflix)
  - Let's go Luna ! - Joe Murray
  - Elena d'Avalor (Elena of Avalor) - Craig Gerber
  - Norman Picklestripes - Christopher Sadler et Geoff Walker
  - Xavier Riddle and the Secret Museum - Todd Grimes

### Meilleure production animée pour les jeunes
- Zootown - John Joven Studios
  - Niko et L'épée de Lumière (Niko and the Sword of Light) - Titmouse et Amazon Studios
  - Le Destin des Tortues Ninja (Rise of Teenage Mutant Ninja Turtles) - Kevin Eastman et Peter Laird
  - Le Trio venu d'ailleurs : Les Contes d'Arcadia (Tales of Arcadia: 3Below) - Guillermo del Toro
  - Tom et Jerry Show (The Tom and Jerry Show) - Warner Bros. Animation

### Meilleure production animée pour les adultes
- BoJack Horseman - Raphael Bob-Waksberg
  - Big Mouth - Nick Kroll, Andrew Goldberg, Mark Levin et Jennifer Flackett
  - Harley Quinn - Justin Halpern, Patrick Schumacker et Dean Lorey
  - Tuca & Bertie - Lisa Hanawalt
  - Undone - Raphael Bob-Waksberg et Kate Purdy

### Meilleur film étudiant
- The Fox & The Pigeon - Michelle Chua
  - Con Fuerza - Andrés Eduardo
  - Gravedad - Matisse Gonzalez
  - Un diable dans la poche - Antoine Bonnet et Mathilde Loubes

### Meilleur effets spéciaux et d'animation dans une série ou production TV
- Love, Death and Robots pour l'épisode Une guerre secrète - Viktor Németh, Szabolcs Illés, Ádám Sipos et Vladimir Zhovna
  - Dragons : Retrouvailles (How to Train Your Dragon Homecoming) - Manuel Reyes Halaby, Cristiana Covone, Koya Masubuchi, Jean Claude Nouchy et Dustin Henning
  - My moon - Stéphane Coëdel et Natan Moura
  - Star Wars Galaxy of Adventures - Araiza Tokumasu Naoki
  - Le Trio venu d'ailleurs : Les Contes d'Arcadia (Tales of Arcadia: 3Below) - Greg Lev, Igor Lodeiro, Chen Ling et Brandon Tyra

### Meilleur effets spéciaux et d'animation dans un long-métrage
- La Reine des neiges 2 (Frozen II) - Benjamin Fiske, Alex Moaveni, Jesse Erickson, Dimitre Berberov et Kee Nam Suong
  - Abominable - Amaury Aubel, James Jackson, Domin Lee, Michael Losure et Alex Timchenko
  - Monsieur Link (Missing link) - Eric Wachtman, David Horsley, Peter Stuart, Timur Khodzhaev et Joe Strasser
  - Toy Story 4 - Alexis Angelidis, Amit Ganapati Baadkar, Greg Gladstone, Kylie Wijsmuller et Matthew Kiyoshi Wong
  - Les Enfants du Temps (天気の子) - Hidetsugu Ito, Yuko Nakajima, Jumi Lee et Ryosuke Tsuda

### Meilleure animation des personnages dans une série ou production TV
- His Dark Materials : À la croisée des mondes (His dark materials) - Aulo Licinio
  - La Boîte à réponses des StoryBots (Ask the storybots) - Chris O'Hara
  - Raiponce, la série (Disney Rapunzel's Tangled Adventure) - Juliane Martin
  - Dragons : Retrouvailles (How to Train Your Dragon Homecoming) - Andrew Muir
  - Robot Chicken - Scott DaRos

### Meilleure animation des personnages dans un long-métrage d'animation
- Klaus - Sergio Martins
  - La Reine des neiges 2 (Frozen II) - Andrew Ford
  - Dragons 3 : Le Monde caché (How to train your dragon : The hidden world) - Dane Stogner
  - Dragons 3 : Le Monde caché (How to train your dragon : The hidden world) - Rani Naamani
  - Monsieur Link (Missing link) - Rachelle Lambden

### Meilleure animation des personnages dans un long-métrage en prises de vues réelles
- Avengers : Endgame - Sidney Kombo-Kintombo, Sam Sharplin, Keven Norris, Tim Teramoto et Jacob Luamanuvae-Su'a
  - Alita : Battle Angel - Michael Cozens, Mark Haenga, Tom Holzinger, Rachel Hydes et David Short
  - Game of Throne pour l'épisode La Longue Nuit - Jason Snyman, Sheik Ghafoor, Maia Neubig, Michael Siegel et Cheri Fojtik
  - Pokémon : Détective Pikachu - Dale Newton, Waiyin Mendoza, Rochelle Flynn, Leila Gaed et Paul Jones
  - Spider-Man: Far From Home - Joakim Riedinger

### Meilleure animation des personnages dans un jeu vidéo
- Unruly Heroes - Sebastien Parodi et Nicolas Leger
  - Gears 5 - Brian Whitmire
  - Kingdom Hearts 3 - Munenori Shinagawa, Kayoko Yajima, Koji Hamada et Koji Inoue
  - Sinclair Snake: Museum Mischief - Tommy Rodricks, Natan Moura et Nelson Boles

### Meilleure conception des personnages dans une série ou production TV
- Carmen Sandiego - Keiko Murayama
  - DC Super Hero Girls - Lauren Faust
  - T.O.T.S. - John Jagusak
  - The Adventures of Rocky and Bullwinkle - Chris Mitchell
  - Victor et Valentino - Fabien Mense

### Meilleure conception des personnages dans un long-métrage d'animation
- Klaus - Torsten Schrank
  - La Reine des neiges 2 (Frozen II) - Bill Schwab
  - Abominable - Nico Marlet
  - Les incognitos (Spies in disguise) - José Manuel Fernández Oli
  - La Famille Addams (The Addams Family) - Shannon Tindle

### Meilleure réalisation dans une série ou production TV
- Mickey Mouse - Alonso Ramirez Ramos
  - DC Super Hero Girls - Natalie Wetzig
  - La boîte à réponses des StoryBots (Ask the storybots) - Jeff Gill
  - Rilakkuma & Kaoru - Masahito Kobayashi
  - Ultraman - Kenji Kamiyama et Shinji Aramaki

### Meilleure réalisation dans un long-métrage d'animation
- Klaus - Sergio Pablos
  - La Reine des neiges 2 (Frozen II) - Jennifer Lee et Chris Buck
  - J'ai perdu mon corps (I Lost my body) - Jérémy Clapin
  - Les Enfants du Temps (Weathering with you) - Makoto Shinkai
  - Monsieur Link (Missing link) - Chris Butler

### Meilleure musique dans une série ou production TV
- Love, Death & Robots - Rob Cairns
  - Carmen Sandiego - Jared Lee Gosselin, Steve D'Angelo et Lorenzo Castelli
  - Seiz Manos - Carl Thiel
  - She-Ra et les Princesses au pouvoir (She-Ra and the Princesses of Power) - Sunna Wehrmeijer
  - Tom et Jerry Show (The Tom and Jerry Show) - Vivek Maddala

### Meilleure musique dans un long-métrage d'animation
- J'ai perdu mon corps (I Lost my body) - Dan Levy
  - Ailleurs (Away) - Gints Zilbalodis
  - La Reine des neiges 2 (Frozen II) - Christophe Beck, Frode Fjellheim, Kristen Anderson-Lopez et Robert Lopez
  - Les incognitos (Spies in disguise) - Mark Ronson et Theodore Shapiro
  - Toy Story 4 - Randy Newman

### Meilleur décors dans une série ou production TV
- Love, Death & Robots - Alberto Mielgo
  - Carmen Sandiego - Eastwood Wong, Sylvia Liu, Elaine Lee, Linda Fong et Emily Paik
  - Raiponce, la série (Disney Rapunzel's Tangled Adventure) - Alan Bodner, Brian Woods, Stephen Nicodemus, Laura Price et Leonard Robledo
  - Mao Mao : Héros au cœur pur (Mao Mao: Heroes of Pure Heart) - Khang Le, Chris Fisher, Gael Bertrand, Deodato Pangandoyon et Howard Chen
  - The Adventures of Rocky and Bullwinkle - Chris Mitchell, Chris Turnham, Tor Aunet, DanBob Thompson et Aaron Spurgeon

### Meilleur décors dans un long-métrage d'animation
- Klaus - Szymon Biernacki et Marcin Jakubowski
  - Monsieur Link (Missing link) - Nelson Lowry, Santiago Montiel et Trevor Dalmer
  - La Famille Addams (The Addams Family) - Patricia Atchison, Maisha Moore, Chris Souza et Jack Yu
  - Abominable - Max Boas, Paul Duncan, Christopher Brock, Celine Da Hyeu Kim et Jane Li
  - Dragons 3 : Le Monde caché (How to train your dragon : The hidden world) - Pierre-Olivier Vincent, Kirsten Kawamura, Woonyoung Jung, Iuri Lioi et Philippe Brochu

### Meilleur storyboard dans une série ou production TV
- Carmen Sandiego - Kenny Park
  - Carole and Tuesday - Shinichiro Watanabe
  - Love, Death and Robots - Owen Sullivan
  - Snoopy in Space - Riccardo Durante
  - Zog - Max Lang

### Meilleur storyboard dans un long-métrage d'animation
- Klaus - Sergio Pablos
  - J'ai perdu mon corps (I Lost my body) - Jérémy Clapin
  - J'ai perdu mon corps (I Lost my body) - Julien Bisaro
  - Monsieur Link (Missing link) - Julián Nariño
  - Monsieur Link (Missing link) - Oliver Thomas

### Meilleur doublage dans une série ou production TV
- Bob's Burgers - H. Jon Benjamin
  - Les Green à Big City (Big City Green) - Marieve Herington
  - Steven Universe - Sarah Stiles
  - Tigtone - Debi Derryberry
  - Tuca & Bertie - Ali Wong

### Meilleur doublage dans un long-métrage d'animation
- La Reine des neiges 2 (Frozen II) - Josh Gad
  - Abominable - Tenzing Norgay Trainor
  - Zim l'envahisseur et le Florpus (Invader Zim: Enter the Florpus) - Richard Horvitz
  - Comme des bêtes 2 (The Secret Life of Pets 2) - Jenny Slate
  - Toy Story 4 - Tony Hale

### Meilleur scénario dans une série ou production TV
- Tuca & Bertie - Shauna McGarry
  - BoJack Horseman - Alison Tafel
  - Pomme & Oignon (Apple & Onion) - George Gendi, Michael Gendi, Deepak Sethi, Eric Acosta et Sean Szeles
  - Xavier Riddle and the Secret Museum - Meghan Read
  - Pinky Malinky - Sheela Shrinivas, Aminder Dhaliwal et Rikke Asbjoern

### Meilleur scénario dans un long-métrage d'animation
- J'ai perdu mon corps (I Lost my body) - Jérémy Clapin et Guillaume Laurant
  - La reine des neiges 2 (Frozen II) - Jennifer Lee
  - Dragons 3 : Le monde caché (How to train your dragon : The hidden world) - Dean DeBlois
  - Toy Story 4 - Andrew Stanton et Stephany Folsom
  - Les Enfants du Temps (Weathering with you) - Makoto Shinkai

### Meilleur montage dans une série ou production TV
- Love, Death & Robots - Bo Juhl, Stacy Auckland et Valerian Zamel
  - Les Œufs verts au jambon (Green Eggs and Ham) - Margaret Hou
  - Mickey Mouse - Tony Molina
  - DC Super Hero Girls - Torien Blackwolf
  - Baymax et les Nouveaux Héros (Big Hero 6: The Series) - Dao Le, Joe Molinari, Charles T. Jones et David Vasquez

### Meilleur montage dans un long-métrage d'animation
- Klaus - Pablo García Revert
  - Dragons 3 : Le monde caché (How to train your dragon : The hidden world) - John K. Carr, Mark Hester et Mary Blee
  - Toy Story 4 - Axel Geddes
  - Comme des bêtes 2 (The Secret Life of Pets 2) - Tiffany Hillkurtz
  - Monsieur Link (Missing link) - Stephen Perkins

### Récompenses spéciales
| Winsor McCay Award |
| --- |
| Satoshi Kon, Henry Selick, John Musker, et Ron Clements pour leurs contributions professionnelles à l'art de l'animation |
| June Foray Award |
| Adam Burke pour son impact significatif et bienveillant ou caritatif sur l'art et l'industrie de l'animation             |

## Statistiques
Long-métrage
| Nominations | Films                      |
| ----------- | -------------------------- |
| 8           | La Reine des neiges 2      |
| 8           | Monsieur Link              |
| 7           | Klaus                      |
| 6           | Dragons 3 : Le Monde caché |
| 6           | J'ai perdu mon corps       |
| 6           | Toy Story 4                |
| 4           | Les enfants du temps       |
| 4           | Abominable                 |
| 2           | Les incognitos             |
| 2           | Comme des bêtes 2          |
| 2           | La famille Addams          |

Prix multiples
| Prix remportés | Films                 |
| -------------- | --------------------- |
| 7              | Klaus                 |
| 3              | J'ai perdu mon corps  |
| 2              | La Reine des neiges 2 |

Série et production TV
Nominations multiples
| Nominations | Productions                                    |
| ----------- | ---------------------------------------------- |
| 4           | Carmen Sandiego                                |
| 4           | Love, Death and Robots                         |
| 4           | Mickey Mouse                                   |
| 3           | La boîte à réponses des StoryBots              |
| 3           | DC Super Hero Girls                            |
| 3           | Dragons : Retrouvaille                         |
| 3           | Tuca & Bertie                                  |
| 2           | Le trio venu d'ailleurs : Les contes d'Arcadia |
| 2           | BoJack Horseman                                |
| 2           | Raiponce, la série                             |
| 2           | Steven Universe                                |
| 2           | Les Aventures de Rocky et Bullwinkle           |
| 2           | Tom and Jerry Show                             |
| 2           | Xavier Riddle and the Secret Museum            |
| 2           | Zog                                            |

| Prix | Productions            |
| ---- | ---------------------- |
| 4    | Love, Death and Robots |
| 2    | Carmen Sandiego        |
| 2    | Mickey Mouse           |